# Dane geograficzne
Dane geograficzne to dane przestrzenne lub dane opisowe o obiektach i zjawiskach występujących na powierzchni Ziemi i w jej bliskim sąsiedztwie - zarówno pod jak i nad tą powierzchnią. Przykładem obiektów lub zjawisk sąsiadujących z powierzchnią Ziemi mogą być: poziom wód gruntowych, zachmurzenie. Dane geograficzne mogą opisywać obiekty i zjawiska naturalne oraz stworzone przez człowieka.
Dane geograficzne są pozyskiwane, gromadzone, analizowane i przetwarzane w oprogramowaniu Systemów Informacji Geograficznej.